# 許蒂孔
许蒂孔（德語：Hüttikon）是瑞士联邦苏黎世州迪尔斯多夫区的市镇。该市镇面积为1.62平方千米，海拔高度433米，2018年12月31日人口数为925。

## 外部連結
- 许蒂孔官方网站 （页面存档备份，存于） （德文）